# Эмбер Иви
Эмбер Иви (англ. Amber Ivy, род. 6 ноября 1993 года, Кливленд, Огайо, США) — американская порноактриса и эротическая модель.

## Биография
Эмбер Иви (сценическое имя) родилась в городе Кливленд (Огайо, США) в 1993 году. В 18 лет она начала карьеру стриптизерши в различных клубах города. На этом этапе она познакомилась с актрисой, режиссёром и продюсером Джоанной Энджел, которая заметила её и предложила работу порноактрисы в Лос-Анджелесе.
Дебютировала как актриса в ноябре 2014 года, в возрасте 21 года. В то время она только снималась в нескольких сценах и совмещала съёмки с работой стриптизерши. Это будет продолжаться до 2016 года, пока она не оставит танцы и не начнет серьёзно развивать карьеру актрисы и эротической модели.
Снималась для студий Burning Angel, Brazzers, Kick Ass, Wicked Pictures, Elegant Angel, 3rd Degree, Hustler, Evil Angel, Kink.com, Jules Jordan Video, Zero Tolerance, Le Wood Productions и других.
В 2017 году она получила свою первую номинацию на премию XBIZ в категории «Лучшая сексуальная сцена в пародийном фильме» за роль в фильме How the Grinch Gaped Christmas. Через год снова была представлена уже в номинации «лучшая сексуальная сцена в видеоролике» за роль в Damn Fine Pie! A Twin Peaks Parody Gangbang.
Снялась более чем в 60 фильмах.

## Избранная фильмография
- Axel Braun's Inked 3,[8]
- Big Tit Office Chicks 4,[9]
- Curves For Days 2,[10]
- Interracial Pickups 14,[11]
- Lesbian Anal Virgins 2,[12]
- Little Anal Vixxxens 2,[13]
- My Anal Intern,[14]
- Prison Lesbians,[15]
- Raw 26[16],
- Skanknado[17].

## Награды и номинации

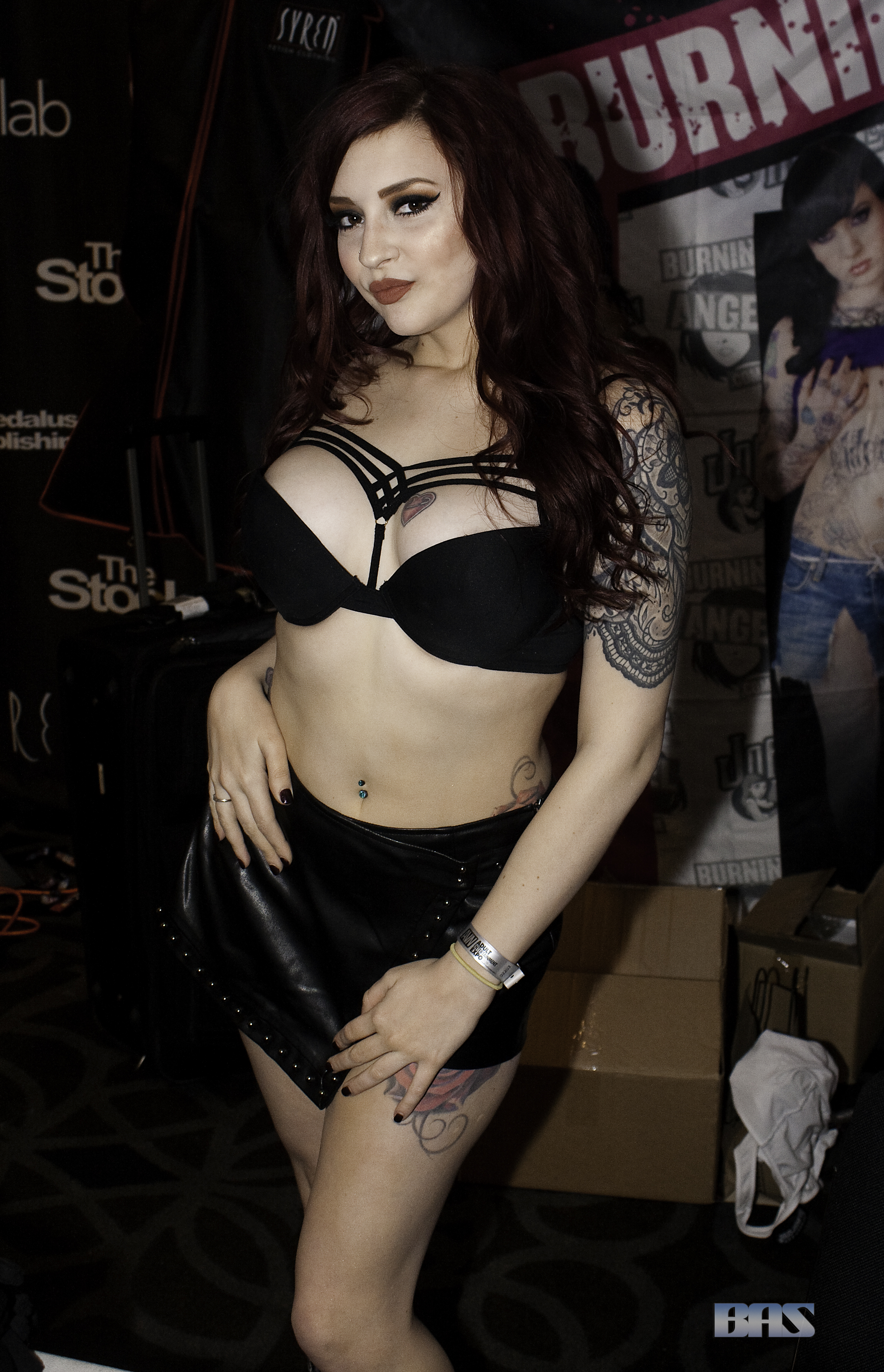

| Año  | Ceremonia         | Resultado | Premio                                            | Trabajo                                     |
| ---- | ----------------- | --------- | ------------------------------------------------- | ------------------------------------------- |
| 2017 | AVN Awards        | Номинация | Приз зрительских симпатий: самый горячий дебютант | н/д                                         |
| 2017 | XBIZ Awards       | Номинация | Лучшая сексуальная сцена в пародийном фильме      | How the Grinch Gaped Christmas              |
| 2018 | Spank Bank Awards | Номинация | Life Sized Human Hand Puppet                      | н/д                                         |
| 2018 | Spank Bank Awards | Номинация | Ravishing Redhead of the Year                     | н/д                                         |
| 2018 | Spank Bank Awards | Номинация | Tortured Fuck Doll of the Year                    | н/д                                         |
| 2018 | XBIZ Awards       | Номинация | Лучшая сцена в видеоролике                        | Damn Fine Pie! A Twin Peaks Parody Gangbang |